# Эстахаммар
Остхаммар (швед. Östhammar) — это населённый пункт и административный центр муниципалитета Остхаммар, лен Уппсала, Швеция. Население - 4534 человека в 2010 году. Сегодня муниципалитет Остхаммар является частью Уппсала, но исторически этот район был частью Стокгольма (лен).

## История
Статус города Остхамммара был предоставлен королём Альбертом в 1368 году. В течение этого периода был построен замок Остхаммарус, но уже в 1434 году замок был сожжён своим датским Вогтом, который бежал в Данию по морю, когда столкнулся с восстанием Энгельбректа. К концу 15-го века гляциоизостазия затрудняла добраться до Остахаммара на лодке, и его статус города был перенесён в Эрегрунд. Эстхаммар восстановил свой город в 1538 году и подошёл ближе к морю.
В 1651 году Остхаммар получил ратушу, а в 1795 году Остхаммар был сильно повреждён огнём. Между началом XVII века до середины IX века ловля сельди сыграла очень важную роль в экономике Остхаммара.

## Города-побратимы
- Валка, Латвия[4].